# Lotnia Tańskiego

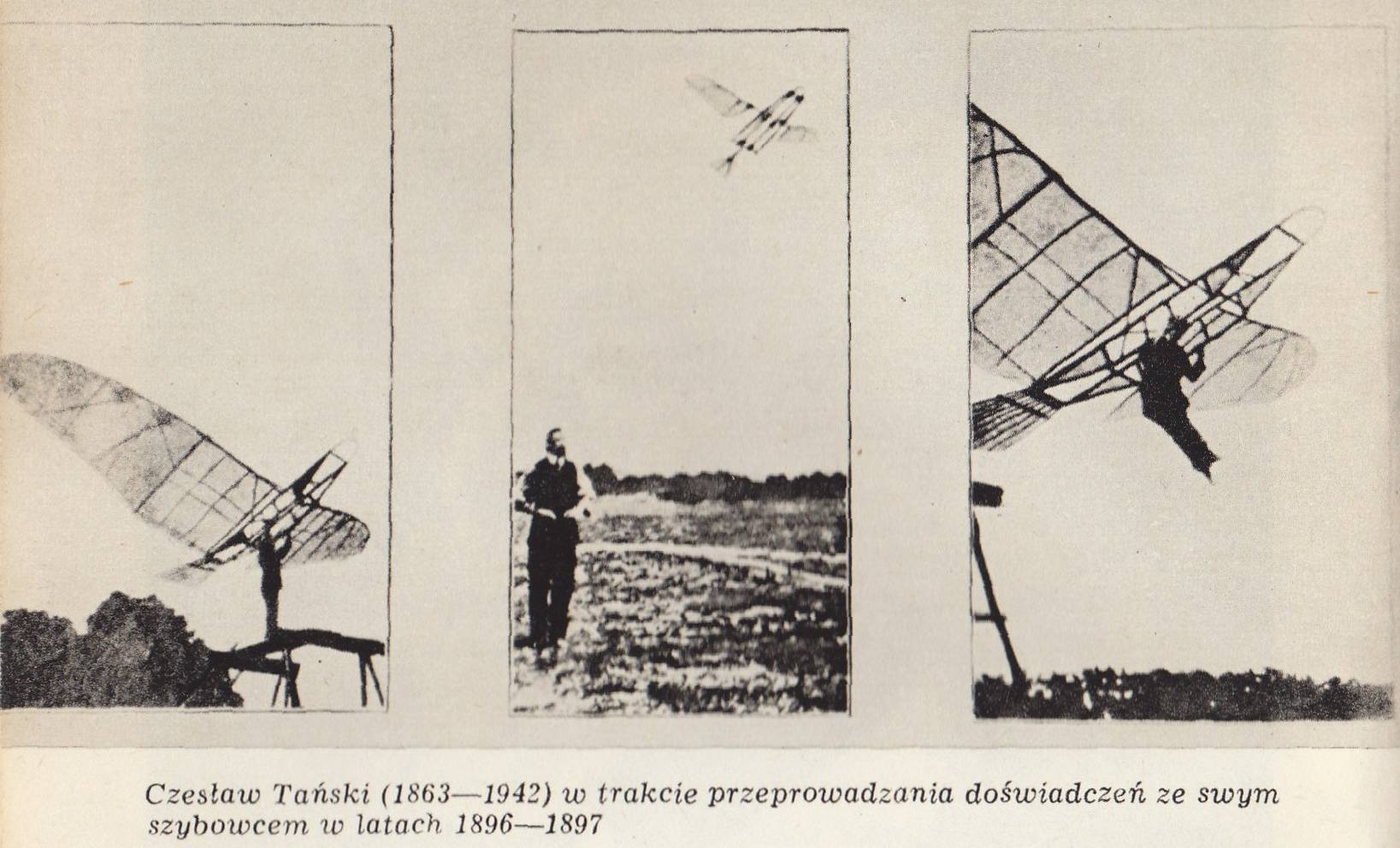
Czesław Tański podczas prób szybowca własnej konstrukcji w latach 1896-1897

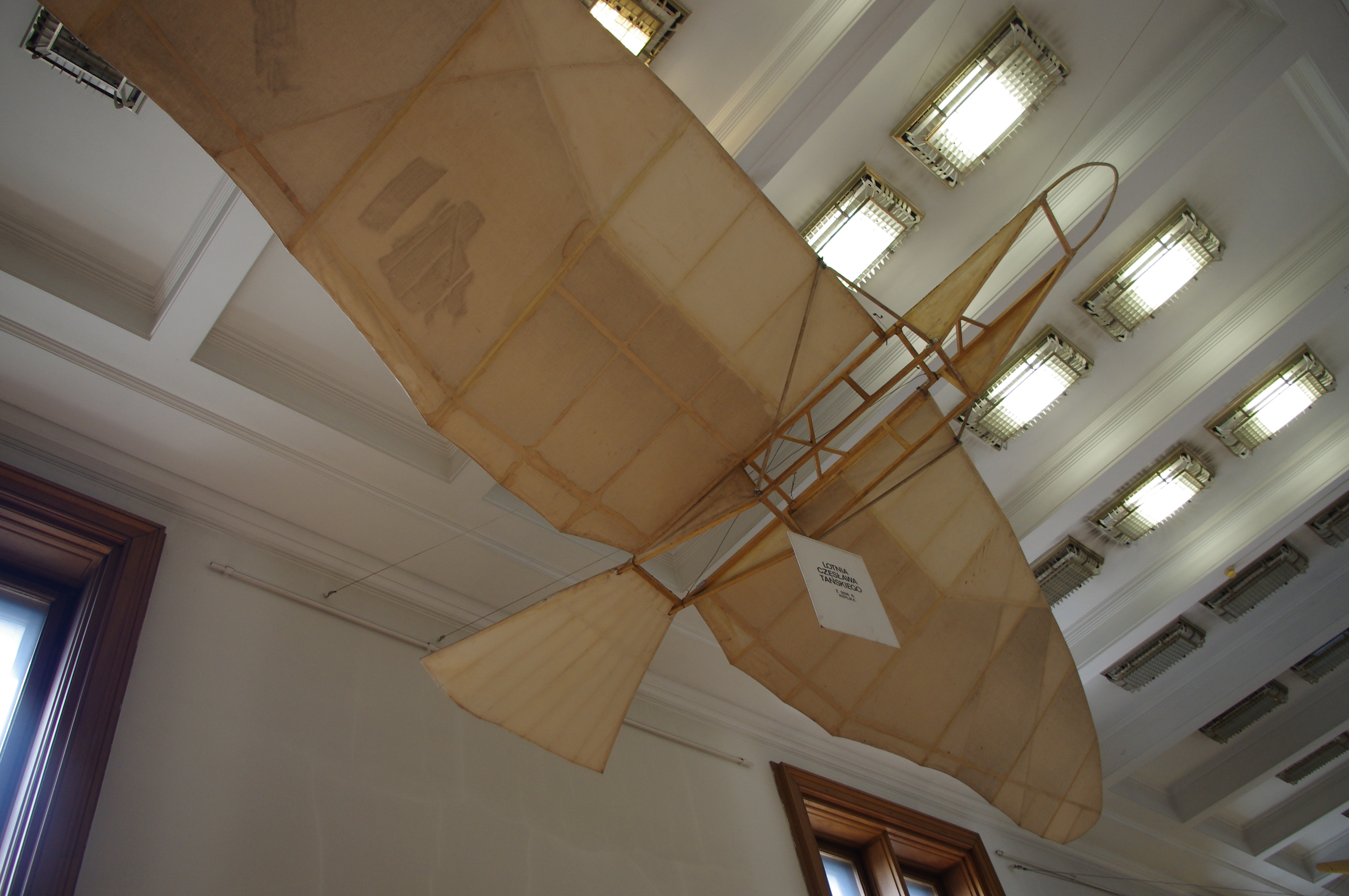
Replika lotni Czesława Tańskiego w Muzeum Techniki w Warszawie znajdującym się w Pałacu Kultury i Nauki w Warszawie

Lotnia Tańskiego – pierwszy polskiej konstrukcji szybowiec zbudowany w 1895 roku przez wynalazcę oraz pioniera awiacji w Polsce Czesława Tańskiego. Od nazwy wynalazku wywodzi się polska nazwa lotni, którą stosuje się do czasów obecnych na nazwanie konstrukcji tego typu.

## Historia
Czesław Tański był artystą malarzem, ale jego największą pasją była awiacja. Już od  1893 roku zajmował się budową własnych udanych modeli latających o napędzie gumowym. Pod wpływem wiadomości o próbach lotów ślizgowych, jakich dokonywał Otto Lilienthal, zbudował w 1895 swój własny szybowiec, który nazywał "Lotnią". Pierwsze nieudane próby lotów podjęte w 1895 roku na podwarszawskich polach zakończyły się roztrzaskaniem konstrukcji. 
W obliczu trudności w początku roku 1896 polski konstruktor próbował nawiązać kontakt ze sławnym pionierem szybownictwa Lilienthalem, deklarując listownie chęć wymiany doświadczeń. Niemiecki konstruktor odpowiedział mu również listownie w ogólnikowym tonie, zachęcając do pracy oraz chwaląc jego entuzjazm. Tański nie uzyskał jednak spodziewanej pomocy, więc swoją lotnię rozwijał i udoskonalał samodzielnie, wprowadzając wiele ulepszeń oraz modyfikacji.
W czerwcu 1896 roku w miejscowości Wygoda koło Janowa Podlaskiego Tański dokonał nim kilku skoków długości 20-40 metrów. Początkowo startował skacząc pod wiatr z rusztowania o wysokości kilku metrów, a następnie wykorzystywał przeciwny wiatr biegnąc z trzymaną oburącz "Lotnią". Dzięki swojej konstrukcji jako pierwszy na świecie miał się unieść w powietrze z płaskiego terenu. Kontrowersje wśród badaczy wywołuje jednak informacja, że udało mu się wykonać 30-metrowy lot z płaskiego terenu, który miał być pierwszym w historii szybownictwa wzlotem tego typu. Uważana jest ona za przesadzoną z uwagi na ograniczenia wynikające z konstrukcji lotni (według Andrzeja Glassa). Przeprowadzone przez Tańskiego próby wzlotów były pierwszymi lotami szybowcowymi na terenie Polski.

## Konstrukcja
Szybowiec był konstrukcją posiadającą 7 m² powierzchni skrzydeł oraz masę całkowitą ok. 15-18 kilogramów. Skrzydła były zdejmowane, pokryte kombinacją cienkiej tkaniny gazy oraz papieru. Poszycie skrzydeł rozpięte było na drewnianej konstrukcji wykonanej z suchego drewna topoli oraz zamocowanych w nim osinowych pałąków. Rozpiętość skrzydeł wynosiła 8,6 (10) m, długość 2,2 (3,2) m. Obciążenie powierzchni wynosiło 11,5 kG/m².
Na bazie konstrukcji powstało również około pięciu innych wariantów szybowca. Jednym z nich był mięśniolot typu "kaczka" napędzany siłą nóg poruszających dwa śmigła. Ze względów finansowych konstruktorowi nie udało się jednak urzeczywistnić wielu projektów.

## Ekspozycje muzealne
Lotnia Tańskiego została zaprezentowana publiczności na pierwszej w Polsce wystawie awiacji, jaka odbyła się 4 grudnia 1909 roku w sali Stowarzyszenia Techników w Warszawie. "Lotnia" została później przekazana przez konstruktora do Muzeum Przemysłu i Rolnictwa w Warszawie, gdzie uległa zniszczeniu podczas obrony Warszawy we wrześniu 1939.
Oryginał, który spłonął podczas niemieckiego bombardowania został zrekonstruowany i udostępniony dla zwiedzających w Muzeum Techniki w Warszawie znajdującym się w Pałacu Kultury i Nauki.